# Colla aminula
Colla aminula is een vlinder uit de familie van de echte spinners (Bombycidae). De wetenschappelijke naam van de soort is voor het eerst geldig gepubliceerd in 1890 door Herbert Druce.